# Palazzo della Crocetta

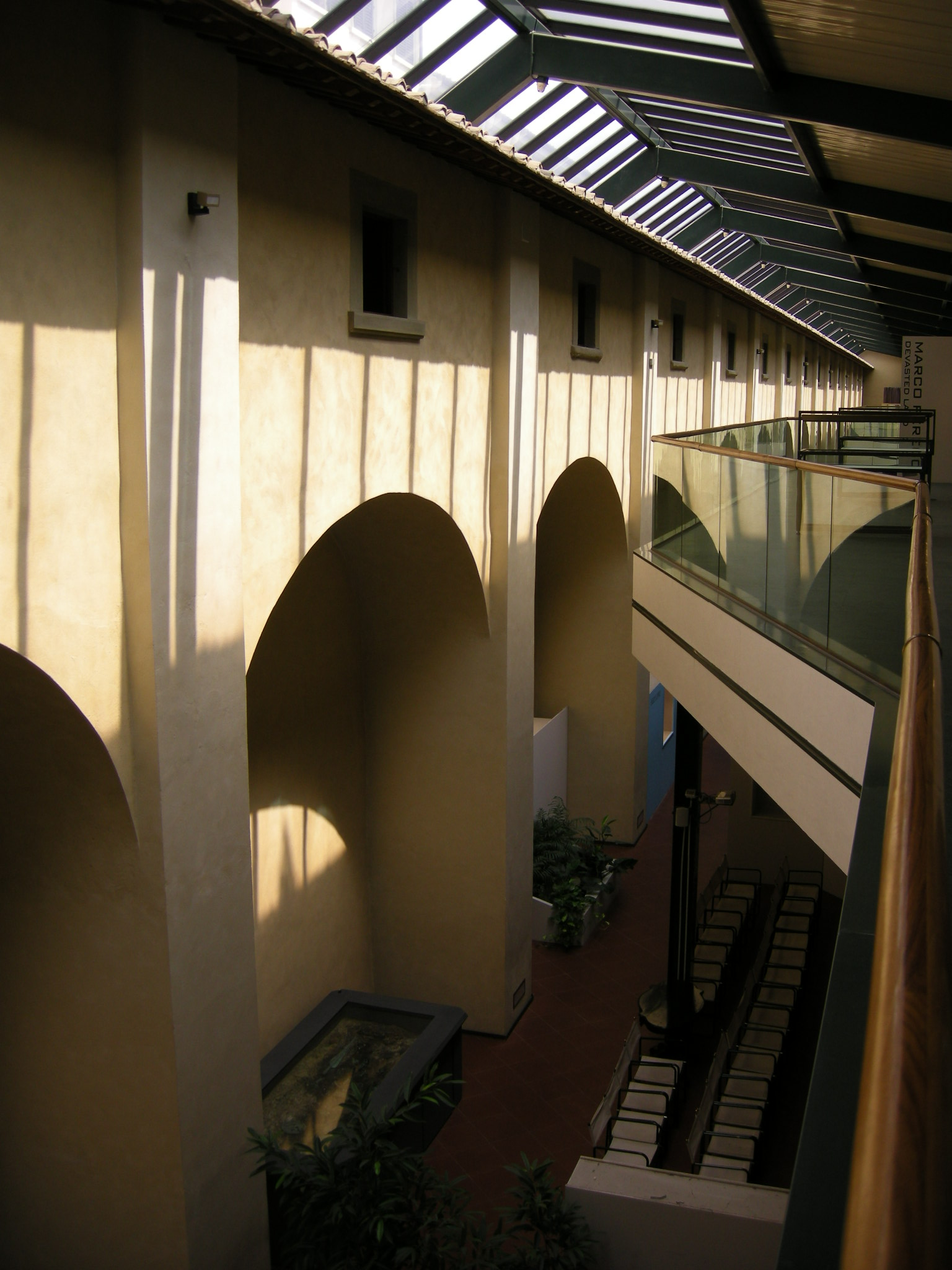
Il corridoio mediceo

Il palazzo della Crocetta è un edificio storico di Firenze situato nell'isolato tra via della Colonna 38, piazza Santissima Annunziata, via Gino Capponi 13, via Laura 15 e via della Pergola 65. È oggi sede del Museo archeologico nazionale di Firenze.

## Storia

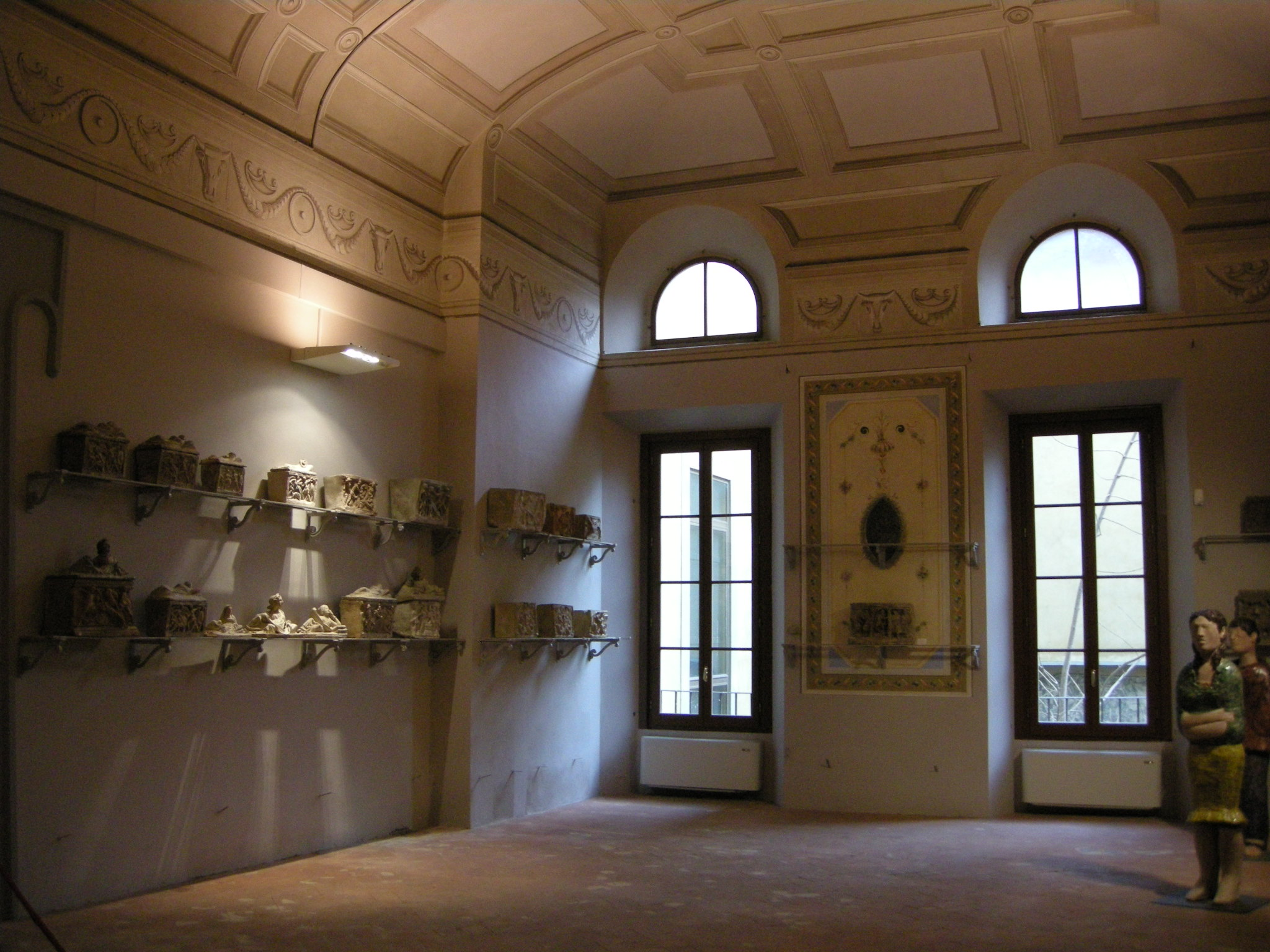
Una sala del museo etrusco

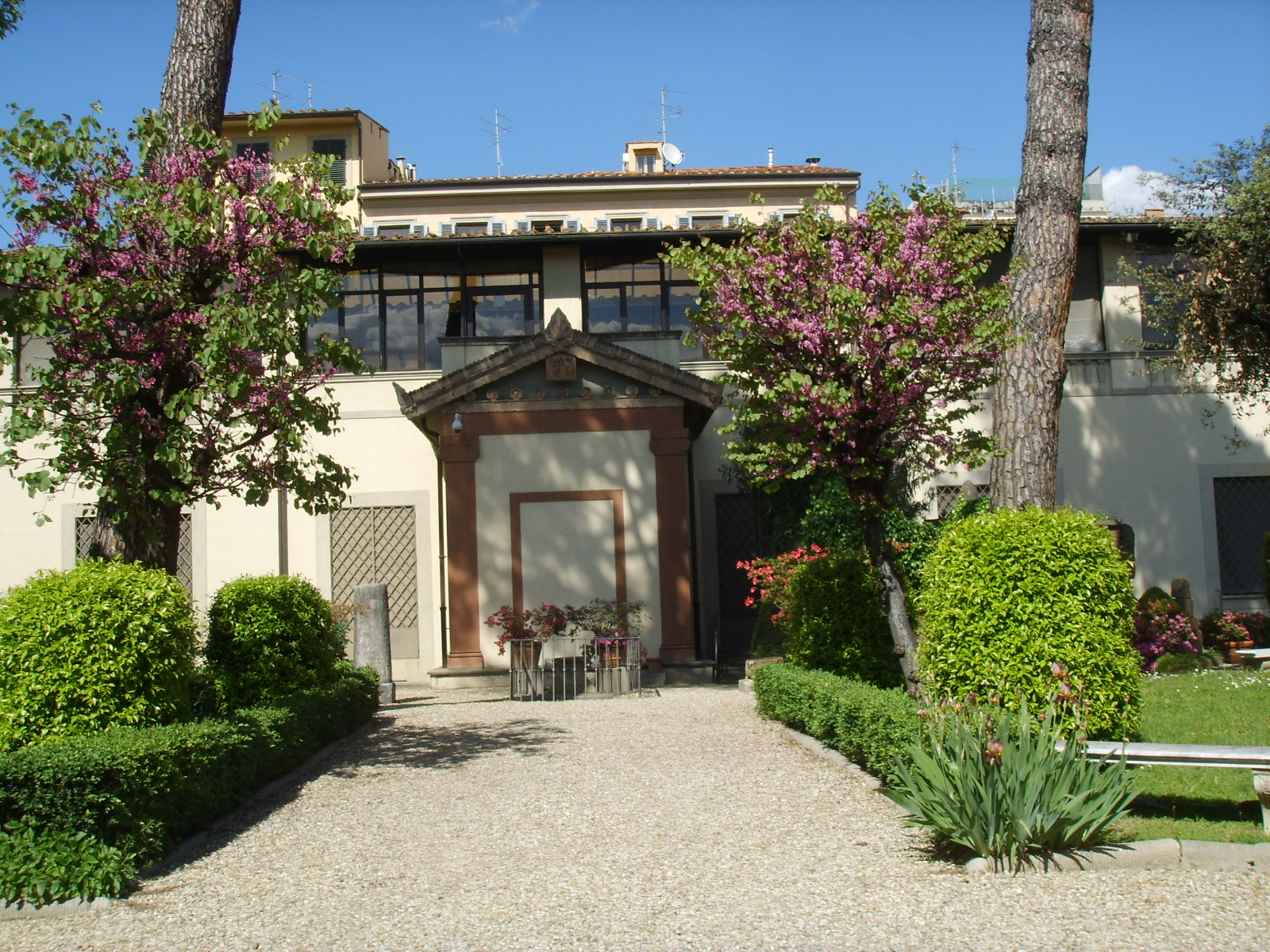
Il giardino

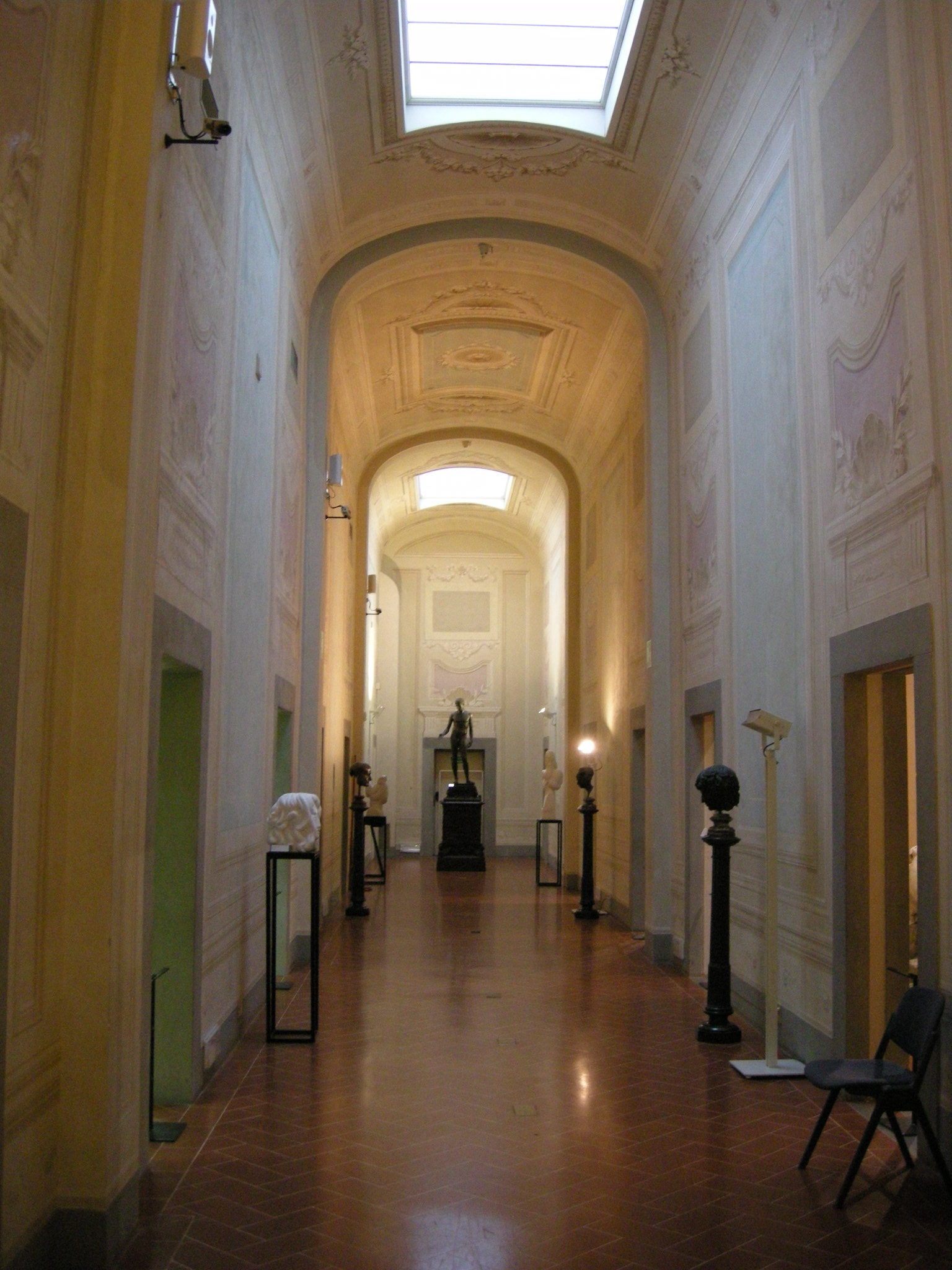
La galleria al piano nobile

### I Medici
Il palazzo, che dovette il suo nome alla vicinanza col monastero della Crocetta, fu costruito su un lotto di terreno già dello Spedale degli Innocenti con un cantiere aperto nel 1619, per ospitare la principessa Maria Maddalena de' Medici, sorella del granduca Cosimo II. Questa, nata "malcomposta", necessitava di una residenza adeguata al suo rango e al tempo stesso appartata, dotata di collegamenti aerei e sotterranei con i vicini insediamenti conventuali della Crocetta, degli Angiolini e, soprattutto, dell'Annunziata. In questa residenza si svolgeva infatti tutta la vita della donna, per la quale furono create alcune arche sopraelevate con passaggi al di sopra delle strade, affinché potesse muoversi liberamente senza fare scalini e senza essere oggetto di curiosità dei passanti.
Il progetto, redatto da Giulio Parigi, prevedeva un corpo di fabbrica caratterizzato da una pianta a U, a inglobare anche alcune case preesistenti su via della Pergola. Nel palazzo corrispondeva a questi passaggi un lungo corridoio sopraelevato, chiamato corridoio mediceo, che ricorda il Vasariano e che Maddalena usava per spostarsi al coperto rimanendo al livello del primo piano.
Pochi anni dopo la morte della principessa, nel 1637, i collegamenti, eccetto il cavalcavia con l'Annunziata, furono demoliti, riqualificando l'edificio come palazzo, anziché come estensione privata dei conventi limitrofi.
Abitato dal 1645 da Benedetto Dragomanni, esponente di spicco della corte, l'edificio subì notevoli modifiche entro il 1651.

### I Lorena
Al tempo dei Lorena si tornò a trasformarlo e, gratificato da un giardino che le guide descrivono come delizioso, fu sede del reggente Marco de Beauveau principe di Craon, grande di Spagna e ministro plenipotenziario del granduca Francesco Stefano di Lorena. Insieme al principe di Craon abitò anche sua moglie, la principessa Anna Margherita di Liguéville, bella donna che si dice fosse l'amante di Leopoldo di Lorena, padre di Francesco Stefano e che avesse partorito molti figli, venti, non tutti del marito.
Ulteriori interventi al palazzo vennero promossi da Pietro Leopoldo di Lorena, per renderlo ulteriormente accogliente e funzionale quale appartamento di rappresentanza: era ancora utilizzato ai tempi di Federico Fantozzi per alloggiare ospiti di riguardo in visita alla corte. Sempre Fantozzi segnalava "l'elegante giardino ed un corridore che porta in un coretto nella chiesa della SS. Annunziata".

### Dopo l'Unità
Nel periodo di Firenze Capitale (1865-1871) fu sede della Corte dei Conti e oggetto di alcuni lavori di adeguamento realizzati su progetto dell'architetto Paolo Comotto (a questo periodo risale la collocazione di due colonne nell'ingresso principale poste parallelamente a due già esistenti).
Destinato nel 1880 a sede del museo Archeologico (in modo da accogliere in un'unica sede il Museo Etrusco e il Museo Egizio già precedentemente istituiti) ebbe presumibilmente un restauro nel 1883-1884 ad opera dell'architetto Emilio De Fabris, in concomitanza con il riordino delle collezioni e il nuovo allestimento voluto dall'allora direttore, Luigi Adriano Milani. Nel 1897 fu inaugurata la sezione del Museo Topografico, sempre voluta dal Milani, a illustrare la storia degli Etruschi attraverso i materiali raccolti nei singoli scavi, presentati con un criterio appunto topografico.
Nel giardino, aperto al pubblico dal 1902, furono ricostruite con materiali originali alcune tombe monumentali etrusche. Nel periodo della direzione di Antonio Minto il museo fu ulteriormente riconfigurato e ampliato ad occupare anche il secondo piano (1925). Nel 1942, poi, sempre per esigenze di spazio, fu acquistato l'edificio su via della Colonna, già pertinenza dell'ospedale degli Innocenti, dove fu realizzato un nuovo ingresso dal lato della piazza della Santissima Annunziata.
Drammaticamente colpito dall'alluvione del 4 novembre 1966 (che portò alla distruzione del Museo Topografico) l'edificio fu interessato da alcuni interventi tra il 1967 e il 1970 e quindi da un importante cantiere di restauro tra il 1984 e il 1988, su progetto e direzione dei lavori dell'architetto Bruno Pacciani.
Ancora oggi il palazzo, con le sue varie addizioni, è sede del Museo archeologico nazionale.

## Descrizione
Viste le complesse vicende attraversate dal complesso risulta oggi estremamente difficile ricostruire la qualità architettonica del progetto originario di Giulio Parigi.
Su via della Colonna (dove era l'originario accesso al Museo archeologico) il palazzo della Crocetta si estende per ventiquattro assi su tre alti piani con un fronte ampio e severo, formando angolo con via Laura e, dalla parte opposta, proseguendo con il muro che delimita il suo giardino.

### Il giardino
Il giardino, già impiantato nel 1621, ha una fisionomia per lo più settecentesca, quando per volontà del reggente (il principe di Craon) il giardiniere di Boboli Francesco Romoli suddivise gli spazi in una serie di aiuole rettangolari, delimitate da elementi in cotto e in pietra arenaria nonché destinate a ospitare un agrumeto (tre piante sono ancora conservate in prossimità dello spedale degli Innocenti).
Fu cinto da un muro fino al 1873 e si mostra oggi essenzialmente nelle forme assunte a seguito di un intervento del 1888 circa, a seguito della creazione della Sezione Topografica dell'Etruria, che previde nello spazio verde la sistemazione di alcune tombe (provenienti da aree di scavo diverse e di confronto con quelle etrusche esposte all'interno), abilmente integrate con cespugli e una grande varietà di piante.